# Списак добитника Седмојулске награде
Списак добитника Седмојулске награде коју је додељивала Социјалистичка Република Србија – награде за нарочито значајна остварења у области књижевности, музике, ликовне, позоришне, филмске уметности, архитектуре и урбанизма.

## 1959-64.

### 1959.
Ове године, Извршно веће Србије је поделило награде научницима за животно дело а Савет за научни рад награде за поједине области или остварења. Савет за културу НР Србије је ставио средства на располагање уметничким удружењема, која су одлучила о најбољим савременим остварењима.
| Списак добитника Седмојулских награда за 1959. годину: | Списак добитника Седмојулских награда за 1959. годину:             | Списак добитника Седмојулских награда за 1959. годину:            |
| Награда                                                | Награђени                                                          | Област/Повод                                                      |
| ------------------------------------------------------ | ------------------------------------------------------------------ | ----------------------------------------------------------------- |
| Наука, животно дело                                    | академик др Коста Тодоровић                                        | инфектологија, епидемиологија                                     |
| Наука, животно дело                                    | др Милан Луковић                                                   | инжењерска геологија, хидрогеологија                              |
| Наука, животно дело                                    | академик др Никола Салтиков                                        | парцијалне и обичне диф. једначине                                |
| Наука, животно дело                                    | Сретен Вукосављевић                                                | социологија села                                                  |
| Наука, поједино                                        | академик проф. др Милан Будимир                                    | индоевропске старине, етимологија                                 |
| Наука, поједино                                        | академик проф. др Илија Ђуричић                                    | физиологија, патолошка физиологија и медицина рада                |
| Наука, поједино                                        | инж-и Бранислав Кујунџић, Лазар Јовановић и Живорад Радосављевић   | механичке особине стена                                           |
| Наука, поједино                                        | др Милан Миловановић                                               | гајење морбила у пилећем ембриону                                 |
| Наука, поједино                                        | проф. др Душан Митровић                                            | рад „Анализа и синтеза регулационих система са повратном спрегом” |
| Наука, поједино                                        | др Љубодраг Михаиловић                                             | конвулзивна активност великог мозга                               |
| Наука, поједино                                        | проф. инж Миладин Пећинар                                          | хидротехника                                                      |
| Наука, поједино                                        | академик др Чедомир Симић                                          | паразитологија                                                    |
| Наука, поједино                                        | академик др Јаков Хлитчијев                                        | наука о чврстоћи и теорија еластичности                           |
| Књижевност                                             | Милорад Панић Суреп                                                | „Филип Вишњић - песник буне”                                      |
| Књижевност                                             | Михаило Лалић                                                      | „Лелејска гора”                                                   |
| Књижевност                                             | Младен Ољача                                                       | „Молитва за моју браћу”                                           |
| Књижевност                                             | Миодраг Булатовић                                                  | „Вук и звоно”                                                     |
| Књижевност                                             | Танасије Младеновић                                                | „Под пепелом звезде”                                              |
| Књижевност                                             | Слободан Џунић                                                     | „Глади”                                                           |
| Ликовна уметност                                       | Предраг Милосављевић                                               |                                                                   |
| Композитори                                            | Никола Херцигоња                                                   | сценски ораторијум „Горски вијенац”                               |
| Композитори                                            | Станојло Рајичић                                                   | опера „Симонида”                                                  |
| Композитори                                            | Властимир Перичић                                                  | „Симфонијета за гудачки оркестар”                                 |
| Композитори                                            | Миленко Живковић                                                   | аналитичке студије „Руковети Стевана Мокрањца”                    |
| Музичка уметност                                       | Кора Милко, пијанисткиња                                           |                                                                   |
| Музичка уметност                                       | Радмила Бакочевић, сопран                                          |                                                                   |
| Музичка уметност                                       | Боривоје Симић, диригент                                           |                                                                   |
| Музичка уметност                                       | Петар Тошков, виолиниста                                           |                                                                   |
| Музичка уметност                                       | др Илија Маринковић, диригент                                      |                                                                   |
| Музичка уметност                                       | Мирко Хаднађев, бас                                                |                                                                   |
| Примењена уметност                                     | Вера Борошић, сликар костима и текстила                            | конфекција, костимографија                                        |
| Примењена уметност                                     | Бојана Спремо-Миленковић и Андрија Миленковић, сликари и графичари | марке, плакати, пропагандна издања                                |
| Примењена уметност                                     | Ђорђе Милановић, сликар и графичар                                 | дечије илустрације                                                |
| Примењена уметност                                     | Веља Вукићевић, керамичар                                          |                                                                   |
| Филмска уметност                                       | Павле Вујисић, глумац                                              | Каракас у филму „Погон Б”                                         |
| Филмска уметност                                       | Александар Петровић, редитељ                                       | краткометражни „Путеви”                                           |
| Филмска уметност                                       | Ото Денеш, редитељ                                                 | документарни „Четири деценије”                                    |
| Драмска уметност                                       | Божидар Дрнић                                                      | др Крижовец, Крлежина „У агонији”                                 |
| Драмска уметност                                       | Љиљана Крстић                                                      | Леди Торенс у „Силаску Орфеја” Т. Вилијамса                       |
| Драмска уметност                                       | Ђорђе Вукотић                                                      | Трипче у Држићевом „Трипче де Утолче”                             |
| Драмска уметност                                       | Огњанка Хет-Војновић                                               | Даница у „Љубави” М. Ђоковића                                     |

### 1960.
| Списак добитника Седмојулских награда за 1960. годину: | Списак добитника Седмојулских награда за 1960. годину:      | Списак добитника Седмојулских награда за 1960. годину: |
| Награда                                                | Награђени                                                   | Област/Повод                                           |
| ------------------------------------------------------ | ----------------------------------------------------------- | ------------------------------------------------------ |
| Уметност, животно дело                                 | Марко Ристић, књижевник                                     |                                                        |
| Уметност, животно дело                                 | Јован Бијелић, сликар                                       |                                                        |
| Уметност, животно дело                                 | Петар Коњовић, композитор                                   |                                                        |
| Уметност, животно дело                                 | Миливоје Живановић, драмски уметник                         |                                                        |
| Уметност, посебно                                      | Душан Матић, књижевник                                      | књига песама "Буђење материје"                         |
| Уметност, посебно                                      | Стојан Ћелић, сликар                                        | самостална изложба у новембру 1958                     |
| Уметност, посебно                                      | Енрико Јосиф, композитор                                    | Концерт за клавир и оркестар                           |
| Уметност, посебно                                      | Мира Ступица, драмска уметница                              | улога Данице у драми "Љубав" Милана Ђоковића           |
| Уметност, посебно                                      | Радош Новаковић, филмски редитељ                            | режија филма "Ветар је стао пред зору"                 |
| Уметност, посебно                                      | Жика Чукулић, филмски редитељ                               | режија документарног филма "Моше Пијаде"               |
| Уметност, посебно                                      | Милица Штерић, архитекта                                    | пројект зграде "Енергопројекта" у Београду             |
| Масовни културно-просветни рад                         | Раднички универзитет „Ђуро Салај” у Београду                |                                                        |
| Масовни културно-просветни рад                         | „Трибина младих” у Новом Саду                               |                                                        |
| Масовни културно-просветни рад                         | Културно-уметничко друштво студената БУ „Бранко Крсмановић” |                                                        |
| Масовни културно-просветни рад                         | Раднички универзитет у Суботици                             |                                                        |
| Масовни културно-просветни рад                         | Аматерско позориште Миладин Поповић у Пећи                  |                                                        |
| Наука, животно дело                                    | академик др Павле Вујевић                                   | климатологија и метеорологија                          |
| Наука, животно дело                                    | академик др Петар Колендић                                  | историја југословенске књижевности                     |
| Наука, посебно                                         | др Милутин Ђуришић                                          | истраживање туберкулозе                                |
| Наука, посебно                                         | др Милован Јовановић и др Владимир Пантић                   | испитивање штитасте жлезде                             |
| Наука, посебно                                         | др Милоје Сарић                                             | проучавање жита                                        |
| Наука, посебно                                         | др инж. Рајко Томовић                                       | анализатор у Винчи                                     |
| Наука, посебно                                         | др инж. Панта Тутунџић                                      | кулометрија                                            |

### 1961.
| Списак добитника Седмојулских награда за 1961. годину: | Списак добитника Седмојулских награда за 1961. годину:                     | Списак добитника Седмојулских награда за 1961. годину:                         |
| Награда                                                | Награђени                                                                  | Област/Повод                                                                   |
| ------------------------------------------------------ | -------------------------------------------------------------------------- | ------------------------------------------------------------------------------ |
| наука, животно дело                                    | проф. др Стеван Јаковљевић                                                 | хидробиологија, књижевност                                                     |
| наука, животно дело                                    | проф. др Драгољуб Јовановић                                                | нуклеарна физика                                                               |
| наука, животно дело                                    | проф. инж. Богић Кнежевић                                                  | хидротехника и хидраулика                                                      |
| научна достигнућа                                      | доц. др Славољуб Харисијадис                                               | рад "Изолација трахомног вируса у Југославији"                                 |
| научна достигнућа                                      | проф. др Бранислав Миловановић                                             | рад "Стратиграфија сенона југословенских Динарида на основу рудиста"           |
| научна достигнућа                                      | доц. др Душан Каназир                                                      | рад "Биолошка улога нуклеинских киселина"                                      |
| научна достигнућа                                      | проф. др Милан Бартош                                                      | рад "Међународно јавно право"                                                  |
| научна достигнућа                                      | инж. Славко Миленковић, инж. Чедомир Теофиловски и др. Слободанка Вељковић | својства и добијање радиоактивног сумпора                                      |
| култура, животно дело                                  | Бора Стевановић и Мило Милуновић                                           | ликовна уметност                                                               |
| култура, животно дело                                  | Радомир Плаовић и Љубинка Бобић                                            | драмска                                                                        |
| култура, животно дело                                  | Станоје Јанковић                                                           | оперска                                                                        |
| култура, животно дело                                  | Емил Хајек                                                                 | музичка                                                                        |
| култура, животно дело                                  | Велибор Глигорић                                                           | књижевност                                                                     |
| култура, посебне награде                               | Добрица Ћосић                                                              | књижевност, роман "Деобе"                                                      |
| култура, посебне награде                               | Александар Луковић                                                         | ликовна, остварења протекле године                                             |
| култура, посебне награде                               | Живојин Здравковић                                                         | музичка, дириговање "Посвећења пролећа" И. Стравинског и успеси у иностранству |
| култура, посебне награде                               | арх. Станко Мандић                                                         | архитектура, Партизански трг у Т. Ужицу                                        |
| култура, посебне награде                               | Мирослав Беловић и Петар Пашић                                             | позоришна, режија одн. сценографија драме "Талац"                              |
| масовни културно-просветни рад                         | раднички универзитети у Крагујевцу и Старој Моравици                       |                                                                                |
| масовни културно-просветни рад                         | КУД "Агини" у Призрену                                                     |                                                                                |
| масовни културно-просветни рад                         | Народна библиотека у Лесковцу                                              |                                                                                |
| масовни културно-просветни рад                         | аматерски Радио-клуб Београд                                               |                                                                                |

### 1962.
| Списак добитника Седмојулских награда за 1962. годину: | Списак добитника Седмојулских награда за 1962. годину: | Списак добитника Седмојулских награда за 1962. годину:                                                                                                   |
| Награда                                                | Награђени                                              | Област/Повод |
| ------------------------------------------------------ | ------------------------------------------------------ | --- |
| Култура, животно дело                                  | Крешимир Барановић, композитор и диригент              | |
| Култура, животно дело                                  | Милан Коњовић, сликар                                  | |
| Култура, животно дело                                  | Ристо Стијовић, вајар                                  | |
| Култура, животно дело                                  | Жарко Цвејић, вокални уметник                          | |
| Уметности, остварења                                   | Антоније Исаковић                                      | књижевност: збирка приповедака Папрат и ватра |
| Уметности, остварења                                   | Рута Парнел и Јованка Бјеговић                         | позоришна уметност, балет: улога патуљка у Фортнеровом балету „Рођендан инфаткиње” одн. улога Клоринде у балету „Двобој Танкреда и Клоринде” од Бонфилда |
| Уметности, остварења                                   | Зоран Петровић                                         | ликовне уметности: сликарска дела на самосталној изложби фебруара 1962.                                                                                  |
| Уметности, остварења                                   | Миленко Стефановић                                     | музичке уметности, кларинет: извођење Рапсодије Клода Дебисија и Кончертина Душана Радића                                                                |
| Уметности, остварења                                   | Миленко Штрбац                                         | филмске уметости: режисер, режија и сценарио „Прозван је и V-3”                                                                                          |
| Уметности, остварења                                   | група архитеката                                       | архитектура и урбанизам: пристанишна зграда аеродрома „Београд”, без унутарње архитектуре                                                                |
| Масовна култура                                        | Раднички универзитет у Крушевцу                        | култура и уметност |
| Масовна култура                                        | Савез за техничко васпитање у Гњилану                  | ширење техничког образовања |
| Масовна култура                                        | Градска библиотека „Јован Поповић” у Кикинди           | ширење књиге |
| Масовна култура                                        | Омладинско КУД „Иво Лола Рибар” у Београду             | тумачење драме, народне музике и игре |
| Наука, животно дело                                    | академик проф. др Синиша Станковић                     | биологија и уздизање кадрова |
| Наука, животно дело                                    | академик проф. др Никола Радојчић                      | историја |
| Наука, одређена остварења                              | проф. др Милутин Нешковић                              | физиолошка оптика |
| Наука, одређена остварења                              | проф. др Михаило Марковић                              | рад "Дијалектичка теорија значења" |
| Наука, одређена остварења                              | проф. др Радмила Стојановић                            | рад "Теорија привредног развоја у социјализму" |
| Наука, одређена остварења                              | проф. инж. Владимир Шолаја                             | теорија резања и заврше обраде метала на стругу |
| Наука, одређена остварења                              | проф. др Драгослав Митриновић                          | обичне диф. једначине и прилози теорији диф. функц. једначина                                                                                            |
| Наука, одређена остварења                              | проф. Милан Илић                                       | рад "Опште карактеристике и практични значај наших седиментних магнезитских лежишта"                                                                     |

### 1963.
| Списак добитника Седмојулских награда за 1963. годину: | Списак добитника Седмојулских награда за 1963. годину:     | Списак добитника Седмојулских награда за 1963. годину:       |
| Награда                                                | Награђени                                                  | Област/Повод                                                 |
| ------------------------------------------------------ | ---------------------------------------------------------- | ------------------------------------------------------------ |
| Култура, животно дело                                  | Стојан Аралица, сликар                                     |                                                              |
| Култура, животно дело                                  | Миодраг Васиљевић, етномузиколог                           |                                                              |
| Култура, животно дело                                  | Милан Дединац, књижевник                                   |                                                              |
| Култура, животно дело                                  | Милан Злоковић, архитекта                                  |                                                              |
| Култура, животно дело                                  | Марија Михајловић, виолиниста + Олга Михајловић, пијаниста |                                                              |
| Култура, животно дело                                  | Страхиња Петровић, драмски уметник                         |                                                              |
| Култура, животно дело                                  | Марко Челебоновић, сликар                                  |                                                              |
| Наука, животно дело                                    | проф. др Павле Вукасовић, паразитолог                      |                                                              |
| Наука, животно дело                                    | проф. др Борислав Стевановић, психолог                     |                                                              |
| наука, нарочито вредна остварења                       | Група за полупроводнике, 10 сарадника                      | Технологија полупроводника и производња код нас              |
| наука, нарочито вредна остварења                       | Група економиста, др Коста Михаиловић и 12 сарадника       | Студије дугорочног развоја СР Србије                         |
| Наука, остварења                                       | проф. др Синиша Радојевић                                  | рад „Хируршка анатомија ингвиналног предела”                 |
| Наука, остварења                                       | проф. др Бранислав Јанковић                                | група радова о улози тимуса у имунобиологији                 |
| Наука, остварења                                       | проф. Драгутин Стојановић                                  | теорија температурних граничних слојева                      |
| Уметности                                              | Стеван Раичковић                                           | књижевност, збирка стихова „Камена успаванка”                |
| Уметности                                              | Стево Жигон                                                | драмска уметност, улога Робеспјера у „Дантоновој смрти”      |
| Уметности                                              | Бошко Петровић                                             | ликовна уметност, изложба таписерија септембра 1962.         |
| Уметности                                              | Петар Бергамо                                              | музичка уметност, симфонијски оркестар „Кончертантна музика” |
| Масовна култура                                        | Кино клуб „Београд”                                        |                                                              |
| Масовна култура                                        | Раднички универзитет Нови Сад                              |                                                              |
| Масовна култура                                        | Народна библиотека Пирот                                   |                                                              |
| Масовна култура                                        | Дом културе у Ковачици                                     |                                                              |
| Масовна култура                                        | Библиотека града Београда                                  |                                                              |

### 1964.
| Списак добитника Седмојулских награда за 1964. годину: | Списак добитника Седмојулских награда за 1964. годину: | Списак добитника Седмојулских награда за 1964. годину:                |
| Награда                                                | Награђени                                              | Област/Повод                                                          |
| ------------------------------------------------------ | ------------------------------------------------------ | --------------------------------------------------------------------- |
| Уметност                                               | Десанка Максимовић, књижевник                          |                                                                       |
| Уметност                                               | Петар Лубарда, сликар                                  |                                                                       |
| Уметност                                               | Никола Добровић, архитекта                             |                                                                       |
| Уметност                                               | Мата Милошевић, позоришни редитељ                      |                                                                       |
| Уметност                                               | Виктор Старчић, драмски уметник                        |                                                                       |
| Наука                                                  | академик проф. др Виктор Новак                         | палеографија, дипломатика, општа и нац. историја средњег и новог века |
| Наука                                                  | проф. др Сретен Шљивић                                 | физика, луминисценција                                                |
| Наука                                                  | проф. др Срећко Подвинец                               | микрохирургија ува, изучавање глувоће на струмогеним теренима         |
| Наука                                                  | проф. др инж. Милан Ђурић                              | спрегнуте и преднапрегнуте конструкције                               |
| Наука                                                  | др Срђан Хајдуковић                                    | хематологија, зрачење                                                 |

## 1965-69.

### 1965.
| Списак добитника Седмојулских награда за 1965. годину: | Списак добитника Седмојулских награда за 1965. годину: |
| Област                                                 | Награђени                                              |
| ------------------------------------------------------ | ------------------------------------------------------ |
| Наука                                                  | Седам научника Института за кукуруз Земун Поље         |
| Наука                                                  | др Михаило Динић, историчар                            |
| Наука                                                  | др Вукић Мићовић, хемичар                              |
| Наука                                                  | др Сава Петковић, лекар                                |
| Наука                                                  | др Никола Чобељић, правник и економиста                |
| Уметност                                               | Бојан Ступица, позоришни редитељ                       |
| Уметност                                               | др Милош Ђурић, књижевник                              |
| Уметност                                               | Илија Коларовић, вајар                                 |
| Уметност                                               | Александар Дероко, архитекта                           |
| Уметност                                               | Љубица Марић, композитор                               |

### 1966.
| Списак добитника Седмојулских награда за 1966. годину: | Списак добитника Седмојулских награда за 1966. годину: |
| Област                                                 | Награђени                                              |
| ------------------------------------------------------ | ------------------------------------------------------ |
| Уметност                                               | Душан Матић, књижевник                                 |
| Уметност                                               | Мирослав Чангаловић, првак Опере                       |
| Уметност                                               | Јосип Кулунџић, позоришни редитељ и драмски писац      |
| Уметност                                               | Иван Табаковић, сликар                                 |
| Уметност                                               | Милорад Пантовић, архитекта                            |
| Наука                                                  | академик др Војислав Арновљевић, лекар                 |
| Наука                                                  | академик др Младен Јосифовић, биолог                   |
| Наука                                                  | Четворица научних радника, пољопривреда                |
| Наука                                                  | Четворо научних радника из института у Винчи           |

### 1967.
| Списак добитника Седмојулских награда за 1967. годину: | Списак добитника Седмојулских награда за 1967. годину: | Списак добитника Седмојулских награда за 1967. годину: |
| Награда                                                | Награђени                                              | Област/Повод                                           |
| ------------------------------------------------------ | ------------------------------------------------------ | ------------------------------------------------------ |
| Уметност                                               | Александар Вучо, књижевник                             |                                                        |
| Уметност                                               | Александар Петровић, филмски режисер                   |                                                        |
| Уметност                                               | Иван Радовић, академски сликар                         |                                                        |
| Уметност                                               | Љубиша Јовановић, драмски уметник                      |                                                        |
| Уметност                                               | Светозар Јовановић, архитекта                          |                                                        |
| Наука                                                  | академик проф. др Слободан Добросављевић               | конструкција мотора                                    |
| Наука                                                  | академик проф. др Милан Будимир                        | историја језика                                        |
| Наука                                                  | академик проф. др Георгије Острогорски                 | византологија                                          |
| Наука                                                  | проф. др Миодраг Ибровац                               | француска и компаративна књижевност                    |
| Наука                                                  | проф. др Славко Боројевић                              | генетика и селекција пшенице                           |

### 1968.
| Списак добитника Седмојулских награда за 1968. годину: | Списак добитника Седмојулских награда за 1968. годину: | Списак добитника Седмојулских награда за 1968. годину: |
| Награда                                                | Награђени                                              | Област/Повод                                           |
| ------------------------------------------------------ | ------------------------------------------------------ | ------------------------------------------------------ |
| Уметност                                               | Милан Предић, позоришни радник                         |                                                        |
| Уметност                                               | Бранислав Којић, архитекта                             |                                                        |
| Уметност                                               | Недељко Гвозденовић, академски сликар                  |                                                        |
| Уметност                                               | Станојло Рајичић, композитор                           |                                                        |
| Уметност                                               | Пуриша Ђорђевић, филмски режисер                       |                                                        |
| Наука                                                  | академик проф. Антон Билимовић                         | теоријска механика                                     |
| Наука                                                  | академик проф. Радивој Кашанин                         | математика, астрономија                                |
| Наука                                                  | др Љубиша Ракић                                        | физиологија                                            |
| Наука                                                  | проф. др Бранко Раковић                                | електроника                                            |
| Наука                                                  | проф. др Павле Ивић                                    | лингвистика                                            |

### 1969.
| Списак добитника Седмојулских награда за 1969. годину: | Списак добитника Седмојулских награда за 1969. годину:                          |
| Награда                                                | Награђени                                                                       |
| ------------------------------------------------------ | ------------------------------------------------------------------------------- |
| Култура                                                | Бранко Ћопић, књижевник                                                         |
| Култура                                                | др Хуго Клајн, позоришни редитељ и критичар                                     |
| Култура                                                | Бета Вукановић, академски сликар                                                |
| Култура                                                | Бруно Брун, музички уметник                                                     |
| Култура                                                | Иван Антић, архитекта                                                           |
| Наука                                                  | академик проф. др Васо Чубриловић, историчар                                    |
| Наука                                                  | проф-и др-и Урош Братановић, Ђорђе Софреновић и Србислав Стаматовић, ветеринари |
| Наука                                                  | проф. др Михаило Константиновић, правник                                        |
| Наука                                                  | проф. др Војислав Стојановић, лекар                                             |
| Наука                                                  | академик проф. др Војислав М. Ђурић, историчар књижевности                      |

## 1970-74.

### 1970.
| Списак добитника Седмојулских награда за 1970. годину: | Списак добитника Седмојулских награда за 1970. годину: | Списак добитника Седмојулских награда за 1970. годину:     |
| Награда                                                | Награђени                                              | Област/Повод                                               |
| ------------------------------------------------------ | ------------------------------------------------------ | ---------------------------------------------------------- |
| Уметност                                               | Пеђа Милосављевић, сликар                              |                                                            |
| Уметност                                               | Љуба Тадић, драмски уметник                            |                                                            |
| Уметност                                               | Оскар Давичо, књижевник                                |                                                            |
| Уметност                                               | Радмила Бакочевић, оперска уметница                    |                                                            |
| Уметност                                               | Петар Крстић, архитекта                                |                                                            |
| Наука                                                  | проф. др Милан Криштоф                                 | аграрна политика и организација пољопривредних газдинстава |
| Наука                                                  | проф. др инж. Драгољуб Малић                           | термодинамичке методе и примена                            |
| Наука                                                  | проф. др инж. Илија Стојановић                         | телекомуникације                                           |
| Наука                                                  | проф. арх. Ђурђе Бошковић                              | археологија и конзервација споменика културе               |
| Наука                                                  | проф. др Стеван Николић                                | агрохемијске особине земљишта                              |

### 1971.
| Списак добитника Седмојулских награда за 1971. годину: | Списак добитника Седмојулских награда за 1971. годину: | Списак добитника Седмојулских награда за 1971. годину: |
| Награда                                                | Награђени                                              | Област/Повод                                           |
| ------------------------------------------------------ | ------------------------------------------------------ | ------------------------------------------------------ |
| Наука                                                  | академик проф. др Радомир Лукић                        | правне науке                                           |
| Наука                                                  | академик проф. др Светозар Радојчић                    | историја уметности                                     |
| Наука                                                  | проф. др инж. Сава Јањић                               | железнички саобраћај, студија Београдског чвора        |
| Наука                                                  | академик проф. др Владимир Спужић                      | медицинске науке, алергологија                         |
| Наука                                                  | проф. др Драгослав Милосављевић                        | виноградарство, нове сорте лозе                        |
| Уметност                                               | Милан Ајваз, драмски уметник                           |                                                        |
| Уметност                                               | Михаило Вукдраговић, композитор и диригент             |                                                        |
| Уметност                                               | Скендер Куленовић, књижевник                           |                                                        |
| Уметност                                               | Богдан Несторовић, архитекта                           |                                                        |
| Уметност                                               | Михаило Петров, сликар и графичар                      |                                                        |

### 1972.
| Списак добитника Седмојулских награда за 1972. годину: | Списак добитника Седмојулских награда за 1972. годину: | Списак добитника Седмојулских награда за 1972. годину: |
| Награда                                                | Награђени                                              | Област/Повод                                           |
| ------------------------------------------------------ | ------------------------------------------------------ | ------------------------------------------------------ |
| Уметност                                               | Миховил Логар, композитор                              |                                                        |
| Уметност                                               | др Бранко Максимовић, архитекта                        |                                                        |
| Уметност                                               | Васко Попа, књижевник                                  |                                                        |
| Уметност                                               | Љубица Сокић, сликар                                   |                                                        |
| Уметност                                               | Рахела Ферари, драмски уметник                         |                                                        |
| Наука                                                  | проф. др Ђорђе Стефановић                              | органска хемија, амилоалкиловање                       |
| Наука                                                  | проф. др Бранислав Букуров                             | географија, планирање система ДТД                      |
| Наука                                                  | академик проф. др Радивој Милин                        | медицина                                               |
| Наука                                                  | проф. др Иван Божић                                    | историја, нарочито Црне Горе                           |
| Наука                                                  | академик проф. др Мехмед Беговић                       | историја права                                         |

### 1973.
У извору су добитници поређани без обзира на то да ли су из домена уметности или науке, први пут се јавља један радник.
| Списак добитника Седмојулских награда за 1973. годину: | Списак добитника Седмојулских награда за 1973. годину: | Списак добитника Седмојулских награда за 1973. годину: |
| Награда                                                | Награђени                                              | Област/Повод                                           |
| ------------------------------------------------------ | ------------------------------------------------------ | ------------------------------------------------------ |
| Уметност                                               | Стеван Боднаров, сликар и вајар                        |                                                        |
| Уметност                                               | Софија Јовановић, редитељ                              |                                                        |
| Уметност                                               | Љубица Раваси, глумица                                 |                                                        |
| Уметност                                               | Живојин Симић, преводилац                              |                                                        |
| Уметност                                               | Хивзи Сулејмани, књижевник                             |                                                        |
| Наука                                                  | Иван и др Зорица Драганић                              | хемијско дејство радијације                            |
| Наука                                                  | проф. др Божидар Ђорђевић                              | кардиологија                                           |
| Наука                                                  | инж. Вукадин Ђорђевић                                  | пројекат „Ђердапа”                                     |
| Наука                                                  | проф. др Александар Милојевић                          | нуклеарна физика, први акцелератор и реактор код нас   |
| Наука                                                  | Група шест аутора                                      | „Педолошка карта САП Војводине”                        |
| Наука                                                  | Драгић Радивојевић, ВКВ стругар у ЗЦЗ                  |                                                        |
| Наука                                                  | академик др Михаило Стевановић                         | филолог, дело „Савремени српскохрватски језик”         |

### 1974.
| Списак добитника Седмојулских награда за 1974. годину: | Списак добитника Седмојулских награда за 1974. годину: |
| Награђени                                              | Област/Повод                                           |
| ------------------------------------------------------ | ------------------------------------------------------ |
| проф. др Идриз Ајети, албанолог                        |                                                        |
| проф. арх. Момчило Белобрк, архитекта                  |                                                        |
| Фејзулах Дева, ВКВ минер у Трепчи                      |                                                        |
| проф. др Душан Ђурић-Зинаја, ендокринолог              |                                                        |
| дипл. инж. Јован Јанковић                              | градња великих електрана                               |
| Ерих Кош, књижевник                                    |                                                        |
| проф. др Арпад Лебл, публициста                        |                                                        |
| академик проф. др Стојан Павловић                      | минералогија, петрологија, теохемија                   |
| академик Милан Ристић, композитор                      |                                                        |
| проф. др. Радован Самарџић                             | историја југословенских народа у Новом веку            |
| Дане Цигановић, ВКВ металобрусач у „Југоалату”         |                                                        |
| Марија Црнобори, драмска уметница                      |                                                        |

## 1975-79.

### 1975
| Списак добитника Седмојулских награда за 1975. годину: | Списак добитника Седмојулских награда за 1975. годину:                       |
| Награђени                                              | Област/Повод                                                                 |
| ------------------------------------------------------ | ---------------------------------------------------------------------------- |
| академик проф. др Татомир Анђелић                      | математичко-механичке дисциплине                                             |
| Славко Вукосављевић, књижевник                         | истиче се поема „Кадињача”                                                   |
| Ласло Гал, књижевник                                   |                                                                              |
| Милош Б. Јанковић, учитељ                              | оснивач библиотеке „Будућност” и филозофско-литералне библиотеке             |
| дипл. инж Василије Келић                               | стручњак „14 октобар” Крушевац за хидродинамичку и хидростатичку трансмисију |
| академик Миливоје Николајевић, сликар                  |                                                                              |
| Драган Николић                                         | ген. директор „Први мај” Пирот                                               |
| дипл. инж. Обрад Обрадовић                             | ген. директор ШИК „Црвена застава” Крушевац                                  |
| проф. др Бранко Радуловић                              | ортопедска хирургија                                                         |
| Јара Рибникар, књижевница                              |                                                                              |
| др Реџеп Ћосја, албанолог                              |                                                                              |
| Максут Шеху, публициста                                |                                                                              |

### 1976
| Списак добитника Седмојулских награда за 1976. годину: | Списак добитника Седмојулских награда за 1976. годину:                        |
| Награђени                                              | Област/Повод                                                                  |
| ------------------------------------------------------ | ----------------------------------------------------------------------------- |
| Мија Алексић                                           | позоришно стваралаштво                                                        |
| арх. Богдан Богдановић                                 | меморијални споменици                                                         |
| инж. Миомир Вукобратовић                               | основа за реализацију робота за вештачки ход парализованих                    |
| Девет ауторки                                          | књига „Жене Србије у НОБ”                                                     |
| Седам радника                                          | рационализаторство и новаторство у ООУР „Керамика” Индустрије „Тоза Марковић” |
| Љиљана Крстић                                          | позоришно стваралаштво                                                        |
| Младен Лесковац                                        | књижевност                                                                    |
| Немања Марковић                                        | резултати у стрељаштву                                                        |
| инж. Гаврило Мартић                                    | резултати у ООУР - Дирекција за изградњу пруге Београд - Бар                  |
| Василије Мокрањац                                      | компоновање                                                                   |
| др Велибор Морачић                                     | здравствена служба, хирургија, млади кадрови на Косову                        |
| др Душан Недељковић                                    | студије о филозофима                                                          |
| др Тадија Пејовић                                      | асимптотична решења диф. једначина                                            |
| Ђорђе Раденковић                                       | новинарство и публицистика, нарочито „Тито - сусрети са државницима света”    |
| др Јован Цекић                                         | здравствена служба и просвећивање                                             |

### 1977
| Списак добитника Седмојулских награда за 1977. годину: | Списак добитника Седмојулских награда за 1977. годину:                               |
| Награђени                                              | Област/Повод                                                                         |
| ------------------------------------------------------ | ------------------------------------------------------------------------------------ |
| Мира Алечковић                                         | књижевност                                                                           |
| инж. Драгослав Димић                                   | инжењер у „Утви”, Панчево                                                            |
| проф. др Миољуб Кичић                                  | клиничка ендокринологија и дијабетологија, радиоизотопска техника, клиничка генетика |
| проф. др Миладин Кораћ                                 | анализа самоуправног система                                                         |
| Акил Марк Коци                                         | музичко стваралаштво                                                                 |
| Светомир Лукић                                         | ВКВ алатничар у „14. октобар”, Крушевац                                              |
| др Мирко Перовић                                       | правосуђе                                                                            |
| Миодраг Петровић Чкаља                                 | позориште, филм, радио, телевизија                                                   |
| проф. др Радослав Ратковић                             | научно-истраживачки и политички рад                                                  |
| проф. др Душан Станковић                               | воћарство                                                                            |
| проф. Марко Тајчевић                                   | компоновање, развој музичког живота                                                  |
| Драган Томић                                           | ген. дир. „Симпо”, Врање                                                             |

### 1978.
| Списак добитника Седмојулских награда за 1978. годину: | Списак добитника Седмојулских награда за 1978. годину: |
| Награђени                                              | Област/Повод                                           |
| ------------------------------------------------------ | ------------------------------------------------------ |
| Светомир Арсић Басара                                  | вајарство на Косову                                    |
| Славка Велендачић                                      | самостални технолог у „БЕКО”, Београд                  |
| проф. др Јован Глигоријевић                            | ветерина                                               |
| проф. др Али Дида                                      | социологија на Косову                                  |
| проф. др Драгољуб Димковић                             | хирургија                                              |
| Милан Ковачевић                                        | ТВ новинарство                                         |
| Стеван Мајсторовић                                     | културни рад                                           |
| Јован Милићевић                                        | глумачке креације                                      |
| академик проф. др Михаило Михаиловић                   | органска хемија, хемија природних производа            |
| проф. др Драгомир Младеновић                           | гинекологија и акушерство                              |
| проф. Ласло Патаки                                     | глумачке креације                                      |
| Првослав Перовић                                       | ВКВ металостругар у ООУР „Застава-развој”              |
| Бранко В. Радичевић                                    | књижевност и новинарство                               |
| академик проф. др Богољуб Станковић                    | диф. једначине и математичка анализа                   |
| Бисерка Цвејић                                         | врхунско певање                                        |

### 1979.
| Списак добитника Седмојулских награда за 1979. годину: | Списак добитника Седмојулских награда за 1979. годину:                      |
| Награђени                                              | Област/Повод                                                                |
| ------------------------------------------------------ | --------------------------------------------------------------------------- |
| др Михаило Андрејевић                                  | спорт и физичка култура                                                     |
| проф. Павле Васић                                      | ликовна уметност                                                            |
| проф. др Војислав Даниловић                            | медицинске науке                                                            |
| проф. Рашко Димитријевић                               | књижевно-историјске науке                                                   |
| проф. Енвер Ђерћеку                                    | књижевност                                                                  |
| проф. др Владета Илић                                  | медицинске науке                                                            |
| Столе Јанковић                                         | филмска уметност                                                            |
| академик Олга Јеврић                                   | ликовна уметност                                                            |
| Осам аутора                                            | студија „Кардиоваскуларна и друга хронична обољења у... басену Раковица...” |
| инж. Дејан Ковачевић                                   | привреда, директор „Мостоградње”                                            |
| Слободан Марић                                         | технолог, новаторство и рационализаторство                                  |
| проф. др Славка Морић-Петровић                         | медицинске науке                                                            |
| проф. др Михаило Павлов                                | образовање и васпитање                                                      |
| Бранко Плеша                                           | позоришна уметност                                                          |
| Ференц Фехер                                           | књижевност                                                                  |

## 1980-84.

### 1980.
| Списак добитника Седмојулских награда за 1980. годину: | Списак добитника Седмојулских награда за 1980. годину: |
| Награђени                                              | Област/Повод                                           |
| ------------------------------------------------------ | ------------------------------------------------------ |
| Мирослав Антић                                         | књижевност                                             |
| др Тихомир Вребалов                                    | пољопривредне науке                                    |
| др Милорад Драгић                                      | здравствено просвећивање и историја медицине           |
| др Ђорђе Злоковић                                      | архитектура и грађевинарство                           |
| др Драгослав Јанковић                                  | право и историја                                       |
| Слободан Марковић                                      | књижевност                                             |
| Живан Милисавац                                        | историја књижевности                                   |
| Александар Обрадовић                                   | музичка уметност                                       |
| др Бисерка Оштрић-Матијашевић                          | привреда, технологија уља и масти                      |
| Василије-Васа Пантелић                                 | драмска уметност                                       |
| др Сурија Пуповци                                      | правне науке                                           |
| др Милан Путник                                        | медицина                                               |
| Олга Сковран                                           | развијање културног живота                             |
| др Светомир Стожинић                                   | медицина                                               |

### 1981.
| Списак добитника Седмојулских награда за 1981. годину: | Списак добитника Седмојулских награда за 1981. годину: |
| Награђени                                              | Област/Повод                                           |
| ------------------------------------------------------ | ------------------------------------------------------ |
| др Весимир Веселиновић                                 | рударство                                              |
| проф. др Димитрије Вученов                             | историја књижевности                                   |
| др Минир Души                                          | рударство и металургија                                |
| Велимир Бата Живојиновић                               | филмска уметност                                       |
| проф. др Катарина Исаковић                             | микробиологија, имунологија                            |
| Ненад Јовичић                                          | филмска уметност, сниматељ                             |
| Радомир Константиновић                                 | књижевност                                             |
| проф. др Љубисав Марковић                              | економске науке                                        |
| Раде Марковић                                          | драмске уметности                                      |
| Александар Матановић                                   | шах                                                    |
| Александар Митровић                                    | привредне активности, СОУР „Зорка” Шабац               |
| проф. др Тодор Мишић                                   | пољопривредне науке                                    |
| Влада Радовић                                          | ликовне уметности                                      |
| Јелисавета Суруџић                                     | дечја заштита                                          |
| Никола Херцигоња                                       | музичка уметност                                       |

### 1982.
| Списак добитника Седмојулских награда за 1982. годину: | Списак добитника Седмојулских награда за 1982. годину: |
| Награђени                                              | Област                                                 |
| ------------------------------------------------------ | ------------------------------------------------------ |
| др Сима Ћирковић                                       | историја                                               |
| Милисав Лутовац                                        | антропогеографија                                      |
| Миодраг Томић                                          | математика                                             |
| Матија Вуковић                                         | ликовне уметности                                      |
| Вукашин Филиповић                                      | књижевност                                             |
| др Иван Ламбић и др Манојло Будисављевић               | медицинске науке                                       |
| др Богосав Ковачевић                                   | електротехника                                         |
| др Живота Поповић                                      | пољопривредне науке                                    |
| Марко Алексић                                          | новаторство и рационализаторство                       |
| Жарко Секулић и Јеврем Поповић                         | привредна делатност                                    |
| Дејан Обрадовић                                        | организација кинематографије                           |
| Иван Хајтл                                             | позоришна уметност                                     |
| Стана Ђурић Клајн                                      | музикологија                                           |

### 1983.
| Списак добитника Седмојулских награда за 1983. годину: | Списак добитника Седмојулских награда за 1983. годину: |
| Награђени                                              | Област                                                 |
| ------------------------------------------------------ | ------------------------------------------------------ |
| др Никола Поткоњак                                     | педагошке науке                                        |
| Милутин Миленковић                                     | новинарство                                            |
| Видосав Милићевић                                      | привредна активност                                    |
| Јован Томовић                                          | привредна активност                                    |
| Мија Машановић                                         | ВКВ машинбравар                                        |
| проф. др Димитрије Михајловић                          | организација медицине                                  |
| Оливера Марковић                                       | позоришна уметност                                     |
| проф. др Јован Јовичић                                 | музичка уметност                                       |
| Милена Дравић                                          | филм                                                   |
| пук. проф. др Миодраг Јашовић                          | развој радиологије                                     |
| проф. др Борислав Вујадиновић                          | развој хирургије                                       |
| проф. др Данило Брановачки                             | развој стоматологије                                   |
| академик др Слободан Аљанчић                           | развој математике                                      |
| Миомир Денић                                           | сценографија                                           |
| Аврам Росић                                            | приноси у пољопривреди                                 |

### 1984.
| Списак добитника Седмојулских награда за 1984. годину:                        | Списак добитника Седмојулских награда за 1984. годину: |
| Награђени                                                                     | Област                                                 |
| ----------------------------------------------------------------------------- | ------------------------------------------------------ |
| Тројица радника                                                               | новаторство и рационализација у ООУР „Јама” Бор        |
| др Недељко Ерцеговац, проф. др Владимир Петронић и проф. др Божидар Чолаковић | медицинске науке                                       |
| Петар Лаловић и Љубиша Самарџић                                               | филмска уметност                                       |
| Радомир Милановић                                                             | земљорадња                                             |
| инж. Мирослав Пајић                                                           | привреда, СОУР „Ливница жељеза и темпера”, Кикинда     |
| проф. др Радивоје Петровић                                                    | техничке науке                                         |
| проф. др Радмила Стојановић                                                   | економске науке                                        |
| проф. Миодраг Поповић и Душан Радовић                                         | књижевност                                             |
| Младен Србиновић                                                              | ликовна уметност                                       |
| ген-пук. др Рајко Танасковић                                                  | војне науке                                            |
| др Љиљана Шеваљевић                                                           | биохемија                                              |

## 1985-89.

### 1985.
| Списак добитника Седмојулских награда за 1985. годину: | Списак добитника Седмојулских награда за 1985. годину: |
| Награђени                                              | Област                                                 |
| ------------------------------------------------------ | ------------------------------------------------------ |
| Рудолф Бручи                                           | музичка уметност                                       |
| Војислав Ј. Ђурић                                      | историја уметности                                     |
| Милка Ивић                                             | лингвистика                                            |
| Милета Магарашевић                                     | медицинске науке                                       |
| Михаило Милојевић                                      | привредна делатност                                    |
| Милан Митић                                            | пољопривредна производња                               |
| Рајко Митић                                            | спорт                                                  |
| Владислав Мочник                                       | привредна делатност                                    |
| Бранко Петрановић                                      | историјске науке                                       |
| Бошко Петровић                                         | књижевност                                             |
| Миодраг Б. Протић                                      | ликовна уметност                                       |
| Велимир Радивојевић                                    | привредна делатност                                    |
| Зоран Радмиловић                                       | драмска уметност                                       |
| Дервиш Рожаја                                          | биолошке науке                                         |
| Петар Стевановић                                       | геолошке науке                                         |

### 1986.
| Списак добитника Седмојулских награда за 1986. годину: | Списак добитника Седмојулских награда за 1986. годину: |
| Награђени                                              | Област                                                 |
| ------------------------------------------------------ | ------------------------------------------------------ |
| др Катарина Боројевић                                  | генетика                                               |
| др Владислав Варагић                                   | медицинске науке                                       |
| Велибор Давидовић                                      | пољопривредна производња                               |
| Милан Ђоковић                                          | књижевност                                             |
| проф. др Миодраг Јаблановић                            | биолошке науке                                         |
| Зоран Јовановић                                        | филм                                                   |
| Даринка Матић-Маровић                                  | музичка уметност                                       |
| Михајло Митровић                                       | архитектура                                            |
| Родољуб Мицић и Илија Родић                            | привредне делатности                                   |
| Јован Солдатовић                                       | ликовна уметност                                       |
| Радмила Стојадиновић                                   | привредна достигнућа                                   |
| Мира Траиловић                                         | драмска уметност                                       |
| Душан Трбојевић                                        | музичка уметност                                       |
| др Георгије Хајдин                                     | техничке науке                                         |

### 1987.
| Списак добитника Седмојулских награда за 1987. годину: | Списак добитника Седмојулских награда за 1987. годину: |
| Награђени                                              | Област                                                 |
| ------------------------------------------------------ | ------------------------------------------------------ |
| Мира Бањац                                             | драмске уметности                                      |
| Борислав Бошковић                                      | привредне делатности, машинбравар из Руме              |
| проф. др Милутин Гарашанин                             | археологија                                            |
| Драган Гачић                                           | пољопривредна прозводња у Лозњу код Г. Милановца       |
| проф. Оливера Ђурђевић                                 | музичка уметност                                       |
| Данило Киш                                             | књижевност                                             |
| проф. Урош Мартиновић                                  | архитектура                                            |
| проф. др Новица Митић                                  | пољопривредне науке                                    |
| проф. Муслим Мулићи                                    | ликовна уметност                                       |
| Мирко Нишовић                                          | спорт, кајакаш и кануиста                              |
| др Слободан Радоман                                    | техничко-технолошке науке, Институт „Михаило Пупин”    |
| Душан Ристић                                           | ликовна уметност                                       |
| Добрила Васиљевић-Смиљанић                             | привредна делатност, директор „Сирогојна”              |
| др Спира Страхињић и проф. др Војин Шуловић            | медицинске науке                                       |

### 1988.
| Списак добитника Седмојулских награда за 1988. годину: | Списак добитника Седмојулских награда за 1988. годину: |
| Награђени                                              | Област                                                 |
| ------------------------------------------------------ | ------------------------------------------------------ |
| проф. др Драгомир Виторовић                            | хемијске науке                                         |
| Илија Вренгић                                          | пољопривредна достигнућа                               |
| академик проф. др Владета Вуковић                      | књижевност                                             |
| Оља Ивањицки                                           | ликовна уметност                                       |
| Миленко Илић                                           | привредна делатност, „Ибарски рудници”, Баљевац        |
| проф. др Јован Мићић                                   | медицинске науке, ендокринологија                      |
| Милош Мијановић                                        | привредна делатност, иноватор у „Крушику”, Ваљево      |
| Бахрија Нури Хаџић                                     | музичка уметност                                       |
| академик Миодраг Павловић                              | књижевност                                             |
| академик проф. др Мирослав Пантић                      | историја уметности                                     |
| академик проф. др Фанула Папазоглу                     | историјске науке                                       |
| проф. др Златибор Петровић                             | медицинске науке, ветерина                             |
| проф. др Алекса Пишчевић                               | стоматологија                                          |
| академик Александар Тишма                              | књижевност                                             |
| група аутора                                           | биолошке науке, „Флора СР Србије”                      |

### 1989.
У извору су дата занимања награђених, која су овде представљена као област активности. Пажњу је привукла награда Матији Бећковићу, због чега су протестовала борачка удружења.
| Списак добитника Седмојулских награда за 1989. годину: | Списак добитника Седмојулских награда за 1989. годину: |
| Награђени                                              | Област                                                 |
| ------------------------------------------------------ | ------------------------------------------------------ |
| Матија Бећковић                                        | књижевност                                             |
| проф. др Владимир Бован                                | историја књижевности                                   |
| проф. др Александар Ђокић                              | пољопривредна наука                                    |
| Марко Ђукановић                                        | шах слепих                                             |
| Новица Јоксимовић                                      | пољопривредна активност                                |
| академик проф. др Владимир Кањух                       | кардиопатологија                                       |
| академик др Дејан Медаковић                            | историја уметности                                     |
| Милорад Павић                                          | књижевност                                             |
| Александар Павловић                                    | музичка уметност                                       |
| Зоран Павловић                                         | ликовна уметност                                       |
| проф. др Милева Првановић                              | математика                                             |
| Ружица Сокић                                           | драмска уметност                                       |
| ген-мај. др Свето Суша                                 | нефрологија                                            |
| Браћа и сестра Карић                                   | привредна активност, СОУР „Браћа Карић”, Пећ           |

## 1990-91.

### 1990.
| Списак добитника Седмојулских награда за 1990. годину: | Списак добитника Седмојулских награда за 1990. годину: |
| Награђени                                              | Област                                                 |
| ------------------------------------------------------ | ------------------------------------------------------ |
| академик др Ирена Грицкат-Радуловић                    | лингвистика                                            |
| академик проф. др Драгослав Срејовић                   | археологија                                            |
| академик проф. Александар Деспић                       | технологија                                            |
| проф. др Милорад Ивковић                               | грађевинска наука                                      |
| академик проф. др Јован Ристић                         | медицина                                               |
| Рајко Унчанин                                          | ген. дир. ДП „Грмеч”, Земун                            |
| Драган Кићановић                                       | спорт                                                  |
| Радмила Андрић                                         | драмска уметност                                       |
| Бранимир Живојиновић                                   | превођење                                              |
| Љубомир Симовић                                        | књижевност                                             |
| проф. Драган Кубуровић                                 | стоматологија                                          |
| Вида Јоцић                                             | вајарство                                              |
| др Љубомир Тадић                                       | социологија, филозофија                                |
| проф. др Јанко Думановић                               | агрономија                                             |
| Мирко Ступар                                           | ген. дир. ПИК „Подунавље”, Челарево                    |

### 1991.
| Списак добитника Седмојулских награда за 1991. годину: | Списак добитника Седмојулских награда за 1991. годину:  |
| Награђени                                              | Област                                                  |
| ------------------------------------------------------ | ------------------------------------------------------- |
| академик проф. др Иван Максимовић                      | друштвене науке (право)                                 |
| проф. др Зоран Герзић                                  | медицинске науке (торакоезофагеални хирург)             |
| академик проф. др Никола Пантић                        | природно-математичке и техничке науке (палеонтологија)  |
| Милорад Мишковић                                       | уметност и култура (балет)                              |
| проф. др Живојин Бумбаширевић                          | медицинске науке (ортопедска хирургија, трауматологија) |
| проф. Бранко Миљуш                                     | ликовне уметности (сликар, графичар)                    |
| проф. др Никша Стипчевић                               | друштвене науке (историја књижевности)                  |
| Александар Петровић                                    | спорт (атлетски тренер)                                 |

## Пробрани списак
1. Идриз Ајети (1917—2019), лингвиста
2. Мија Алексић (1923—1995), глумац награђен 1976. године
3. Радмила Андрић (1934), глумица награђена 1990. године
4. Татомир Анђелић (1903—1993), математичар награђен 1975. године
5. Петар Банићевић (1930—2006), глумац
6. Мира Бањац (1929), глумица
7. Јован Белић (1909—1997), инжењер агрономије награђен 1966. године
8. Матија Бећковић (1939), књижевник награђен 1989. године
9. Љубинка Бобић (1897—1978), глумица
10. Богдан Богдановић (1922—2010), архитекта награђен 1976. године
11. Стеван Боднаров (1905—1993), сликар и вајар награђен 1973. године
12. Катарина Боројевић (1928), биолог награђена 1986. године
13. Славко Боројевић (1919—1999), биолог награђен 1967. године
14. Данило Брановачки (1915—1995), стоматолог
15. Милан Будимир (1891—1975), филолог награђен 1967. године
16. Павле Васић (1907—1993), сликар награђен 1979. године
17. Павле Вуисић (1926—1988), глумац награђен 1959. године
18. Миомир Вукобратовић (1931—2012), машински инжењер и пионир роботике награђен 1976. године
19. Драган Гачић (1949-2019),пољопривредник награђен 1987. године
20. Ирена Грицкат-Радуловић (1922—2009), књижевник награђена 1990. године
21. Велибор Давидовић (1933), пољопривредник из Обреновца награђен 1986. године.
22. Оскар Давичо (1909—1989), књижевник награђен 1970. године
23. Александар Деспић (1927—2005), хемичар награђен 1990. године
24. Никола Добровић (1897—1967), архитекта награђен 1964. године
25. Јанко Думановић (1926—2007), инжењер пољопривреде награђен 1990. године
26. Александар Ђокић (1924), билог награђен 1989. године
27. Младомир Пуриша Ђорђевић (1924), редитељ и сценариста
28. Војислав Ђурић (1925—1996), историчар уметности награђен 1985. године
29. Милан Ђурић (1920—1988), грађевински инжењер награђен 1964. године
30. Бранко Жежељ (1910—1995), грађевински инжењер награђен 1957. године
31. Миливоје Живановић (1900—1976), глумац награђен 1960. године
32. Бранимир Живојиновић (1930—2007), књижевник и преводилац 1990. године
33. Велимир Бата Живојиновић (1933), глумац награђен 1981. године
34. Стево Жигон (1926—2005), глумац и редитељ
35. Живојин Здравковић (1914—2001), диригент
36. Ђорђе Злоковић (1927—2017), архитекта награђен 1980. године
37. Оља Ивањицки (1931—2009), сликарка и вајарка награђена 1988. године
38. Павле Ивић (1924—1999), лингвиста награђен 1968. године
39. Владислав Ивковић (1926), архитекта награђен 1962. године
40. Милорад Ивковић, грађевински инжењер награђен 1990. године
41. Антоније Исаковић (1923—2002), књижевник награђен 1962. године
42. Милорад Јанковић (1924—2002), биолог и еколог
43. Олга Јеврић (1922), вајарка награђена 1979. године
44. Милован Јовановић (1917—1992), ветеринар награђен 1960. године
45. Јован Јовичић (1926—2013), гитариста и инжењер електротехнике награђен 1983. године
46. Ненад Јовичић (1922—2006), филмски сниматељ
47. Вида Јоцић (1921—2001), вајарка награђена 1990. године
48. Душан Каназир (1921—2009), молекуларни биолог 1961. године
49. Драган Кићановић (1953), спортиста
50. Хуго Клајн (1894—1981), лекар и редитељ
51. Момчило Којић (1927), ботаничар
52. Михаило Константиновић (1897—1982), правник
53. Радомир Константиновић (1928—2011), књижевник и филозоф награђен 1981. године
54. Миладин Кораћ (1924—2002), економиста
55. Ерих Кош (1913—2010), књижевник награђен 1974. године
56. Љиљана Крстић (1919—2001), глумица награђена 1976. године
57. Драган Кубуровић (1935), стоматолог награђен 1990. године
58. Петар Лаловић (1932), редитељ и сценариста награђен 1984. године
59. Ђорђе Лазаревић (1903—1993), грађевински инжењер
60. Десанка Максимовић (1898—1993), књижевница награђена 1964. године
61. Јелисавета Марковић (1876—1966), преводилац, награђена 1956. године
62. Михајло Марковић (1923—2010), филозоф награђен 1962. године
63. Оливера Марковић (1925—2011), глумица награђена 1983. године
64. Раде Марковић (1921—2010), глумац
65. Урош Мартиновић (1918—2004), архитекта награђен 1987. године
66. Александар Матановић (1930), шаховски велемајстор
67. Дејан Медаковић (1922—2008), историчар уметности награђен 1989. године
68. Милутин Миленковић (1925—2012), новинар
69. Живан Милисавац (1915—1997), књижевник
70. Др Милан В. Миловановић (1919—1996), вирусолог, награђен 1959. године
71. Михаило Милојевић (1934), машински инжењер
72. Предраг Милосављевић (1908-1987), сликар награђен 1970. године
73. Мата Милошевић (1901—1997), редитељ
74. Бранко Миљуш (1936—2012), сликар
75. Михајло Митровић (1922), архитекта награђен 1986. године
76. Јован Мићић (1928), лекар
77. Вукић Мићовић (1896—1981), хемичар награђен 1965. године
78. Коста Михаиловић (1917—2007), правник и економиста награђен 1963. године
79. Марија Михаиловић, (1903—1988), виолинисткиња награђена 1963. године
80. Михаило Михаиловић (1924—1998), хемичар награђен 1978. године
81. Љубодраг Михаиловић (1926—1974), лекар
82. Милорад Мишковић (1928—2013), балетски играч
83. Марко Младеновић (1928), правник награђен 1973. године
84. Танасије Младеновић (1913—2003), књижевник награђен 1959. године
85. Василије Мокрањац (1923—1984), композитор награђен 1976. године
86. Славка Морић (1919—1998), лекар-генетичар награђена 1978. године
87. Владислав Мочник, директор ТЕНТ награђен 1985. године
88. Душан Недељковић (1899—1984), етнолог
89. Боривоје Недић (1900—1987), преводилац, награђен 1950. године
90. Богдан Несторовић (1901—1975), архитекта награђен 1971. године
91. Милорад Павић (1929—2009), књижевник
92. Александар Павловић (1930), виолиниста и диригент награђен 1989. године
93. Васа Пантелић (1922—2008), глуман награђен 1980. године
94. Мирослав Пантић (1926—2011), историчар књижевности награђен 1988. године
95. Владимир Пантић (1921—2006), ветеринар награђен 1960. године
96. Фанула Папазоглу (1917—2001), археолог
97. Димитрије Парлић (1919 — 1986), кореограф награђен 1950. године
98. Александар Пестић, хемичар награђен 1990. године
99. Сава Петковић (1910—1992), лекар награђен 1967. године
100. Бранко Петрановић (1927—1994), историчар
101. Александар Саша Петровић (1929—1994), редитељ (одрекао се награде)
102. Златибор Петровић (1921—2009), ветеринар награђен 1988. године
103. Зоран Петровић (1921—1996), сликар награђен 1962. године
104. Миодраг Петровић Чкаља (1924—2003), глумац награђен 1977. године
105. Радивој Петровић (1933), инжењер екетротехнике награђен 1986. године
106. Владимир Петронић (1929), лекар
107. Миладин Пећинар (1893—1973), грађевински инжењер награђен два пута 1951. и 1959. године
108. Алекса Пишчевић (1930—2007), стоматолог награђен 1988. године
109. Бранко Плеша (1926—2001), глумац
110. Милева Првановић (1929), математичарка награђена 1989. године
111. Миодраг Протић (1922), сликар награђен 1985. године
112. Зоран Радмиловић (1933—1985), глумац награђен 1985. године
113. Душко Радовић (1922—1984), књижевник
114. Иван Радовић (1894—1973), сликар награђен 1967. године
115. Стеван Раичковић (1928—2007), књижевник награђен 1963. године
116. Станојло Рајичић (1910—2000), композитор награђен 1968. године
117. Љубисав Ракић (1931), лекар награђен 1968. године
118. Јара Рибникар (1912—2007), књижевница
119. Јован Ристић (1912—2001), лекар
120. Димитрије Савић (1898—1981), машински инжењер, награђен за животно дело 1966. године
121. Љубиша Самарџић (1936—2017), глумац награђен 1984. године
122. Радован Самарџић (1922—1994), историчар награђен 1974. године
123. Живан Сарамандић (1939—2012), оперски певач награђен 1976. године
124. Милоје Сарић (1925—2002), инжењер пољопривреде награђен 1960. године
125. Љубомир Симовић (1935), књижевник награђен 1990. године
126. Љубица Цуца Сокић (1914—2009), сликарка награђена 1972. године
127. Ружица Сокић (1934—2013), глумица награђена 1989. године
128. Јован Солдатовић (1920—2005), вајар награђен 1986. године
129. Младен Србиновић (1925—2009), сликар награђен 1984. године
130. Драгослав Срејовић (1931—1996), археолог награђен 1990. године
131. Богољуб Станковић (1924), математичар награђен 1978. године
132. Борислав Стевановић (1891—1971), психолог награђен 1963. године
133. Миленко Стефановић (1930), кларинетиста награђен 1962. године
134. Светомир Стожинић (1932), лекар награђен 1980. године
135. Илија Стојановић (1924—2007), инжењер електротехнике награђен 1970. године
136. Спира Страхињић (1925), лекар-нефролог
137. Мирко Ступар, привредник награђен 1990. године
138. Мира Ступица (1923—2016), глумица
139. Свето Суша (1925—2013), лекар-нефролог награђен 1988. године
140. Иван Табаковић (1898—1977), сликар награђен 1966. године
141. Љуба Тадић (1929—2005), глумац награђен 1970. године
142. Љубомир Тадић (1925), филозоф награђен 1990. године
143. Димитрије Тјапкин (1926), физичар награђен 1963. године
144. Миодраг Томић (1912—2001), математичар награђен 1982. године.ж
145. Рајко Томовић (1919—2001), инжењер електротехнике
146. Тодор Тошков (1920—1986), виолиниста
147. Душан Трбојевић (1925—2011), пијаниста
148. Сима Ћирковић (1929—2009), историчар награђен 1982. године
149. Бранко Ћопић (1915—1984), књижевник награђен 1969. године
150. Добрица Ћосић (1921—2014), књижевник награђен 1961. године
151. Драган Угуровић, стоматолог награђен 1990. године
152. Рајко Унчанин (1940), привредник награђен 1990. године
153. Рахела Ферари (1911—1994), глумица награђена 1972. године
154. Никола Херцигоња (1911—2000), композитор
155. Бисерка Цвејић (1923), оперска певачица
156. Марија Црнобори (1918), глумица награђена 1979. године.
157. Мирослав Чангаловић (1921—1999), оперски певач награђен 1966. године
158. Никола Чобељић (1912—2002), економиста награђен 1965. године
159. Васо Чубриловић (1897—1990), историчар награђен 1969. године
160. Љиљана Шеваљевић (1928), молекуларни биолог
161. Милица Штерић (1914—1998), архитекта награђена 1961. године
162. Војин Шуловић (1923—2008), лекар нахрађен 1987. године
163. Миодраг Јаблановић (1934), биолог награђен 1986. године
164. Милан Ђоковић (1934), књижевник и драмски писац награђен 1986. године